# Joaquim Agulló i Batlle
Joaquim Agulló i Batlle (Barcelona, 1943) és un enginyer industrial català. Es llicencià en enginyeria industrial a la Universitat Politècnica de Catalunya el 1968 i es doctorà el 1975, on ha estat catedràtic d'enginyeria mecànica des de 1977. També ha estat director del Departament d'Enginyeria Mecànica de la UPC (1984-1987 i 1989-1991) i sotsdirector de l'Escola Tècnica Superior d'Enginyeria Industrial de Barcelona (ETSEIB) el 1980-1983. Des del 2010 és investigador del Centre de Recerca d'Enginyeria Biomèdica (CREB).
La seva activitat de recerca s'ha centrat en la mecànica de robots i de vehicles, la dinàmica de percussió i la vibroacústica, en el marc de la qual ha impulsat un programa de recerca d'acústica musical relatiu als instruments de vent i, en particular, als instruments catalans de la cobla.
És membre col·legiat del Col·legi Oficial d'Enginyers Industrials de Catalunya. Des de 1992 és membre de l'Institut d'Estudis Catalans, on ha estat president de la Secció de Ciències i Tecnologia de 2002 a 2006, i on ha dirigit dos programes de recerca relatius al disseny dels instruments de la família de la tenora. L'abril del 1994 ingressa a la Reial Acadèmia de Ciències i Arts de Barcelona, del qual en fou secretari general de 2002 a 2010. També és membre de l'American Society of Mechanical Engineers (ASME).
El 1997 va rebre la medalla Narcís Monturiol al mèrit científic i tecnològic de la Generalitat de Catalunya per les seves contribucions a la dinàmica percussiva i per l'activitat de recerca en l'àmbit de la mecànica i la vibroacústica.

## Projectes d'investigació en els que ha participat
- Estudi i disseny d'un robot flexible experimental amb servocorrecció de posicionament”. (ROOB89-455) 1990-1992.
- Sistema de posicionament i guiatge làser per a robots mòbils. 2002-2004.
- Estació de treball multibraç per al muntatge de dispositius electromecànics petits. 2002-2004.
- Disseny d'una xeremia barítona com a complement de la tenora i el tible. 2008-2010.

## Obres
- Introducció a les vibracions de n graus de llibertat (1998)
- Introducció a la mecànica analítica, percussiva i vibratòria (1998)
- Mecànica de la partícula i del sòlid rígid (2002)
- Projecte per a millora de la tenora (2007)